# Itzpapalotl

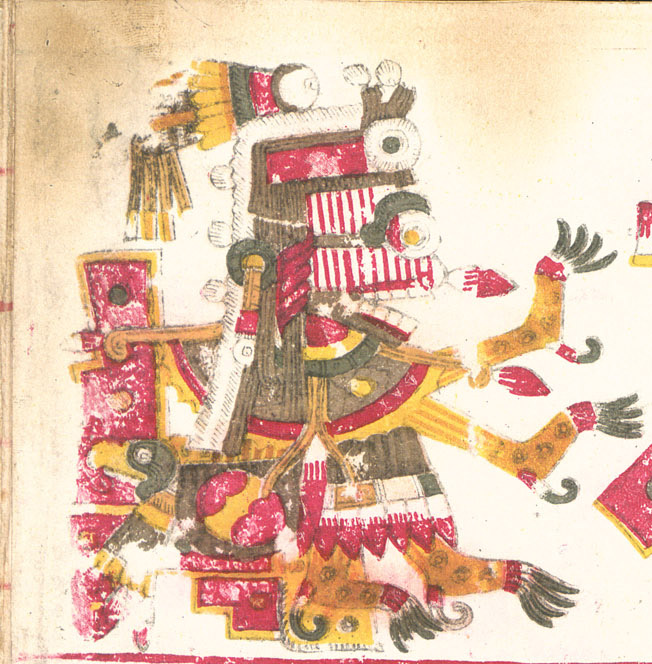
Itzpapalotl (Codex Borgia).

Itzpapalotl (« Papillon d'obsidienne ») était, dans la mythologie aztèque, une déesse guerrière redoutable et squelettique qui a régné sur le paradis de Tamoanchan, le paradis des victimes de la mortalité infantile et qui a été identifié comme le lieu  où les humains ont été créés. Elle est la mère de Mixcoatl et est particulièrement associée à la pyrale Rothschildia orizaba. Certaines de ses associations sont notamment les oiseaux et le feu. Son nahual était un cerf.

## Iconographie
Itzpapalotl signifie « Papillon d'obsidienne » ou « Papillon à griffes ». Il est fort possible que « Papillon à griffes » se réfère à la chauve-souris et, dans certains cas, Itzpapalotl est représentée avec des ailes de chauve-souris. Toutefois, elle peut également être représentée sous la forme d'un papillon clair ou avec des attributs d'aigle. Elle pouvait apparaître sous la forme d'une belle femme séduisante, ou d'une déesse terrible avec une tête de squelette et des ailes de papillon hérissé de lames de couteaux de sacrifice (íxquac) en silex ou en obsidienne.